# Gladys Knight
Gladys Maria Knight (ur. 28 maja 1944 w Atlancie) – amerykańska piosenkarka soulowa i popowa, autorka tekstów oraz aktorka, znana z długoletniej współpracy z grupą Gladys Knight & the Pips i solowej kariery.

## Życiorys
Urodziła się w Atlancie, jako córka urzędnika pocztowego Meralda Woodlowa Knight Sr., i jego żony Sary Elizabeth z domu Woods. Rozpoczęła karierę muzyczną już jako dziecko, śpiewając gospel w chórach kościelnych. 
Pod koniec lat 50. XX wieku wraz z bratem i dwoma kuzynami tworzącymi trio The Pips utworzyła zespół początkowo śpiewający doo wop, potem soul i rhythm and blues. Przez następne 50 lat piosenkarka związana była z grupą, pomijając krótki okres w końcu lat 70., gdy nie pozwoliły jej na to problemy związane z kruczkami prawnymi. 
Od 1997, kiedy The Pips uległo rozwiązaniu, artystka ponownie rozpoczęła karierę solową. Już wcześniej współpracowała na własną rękę z takimi artystami jak Stevie Wonder, Elton John, Chaka Khan czy Dionne Warwick i innymi. W 1989 r. Gladys Knight nagrała tytułowy utwór do filmu James Bond: Licence to Kill; utwór ten osiągnął 10. miejsce na liście w Wielkiej Brytanii.
Jest wegetarianką. Należy do Kościoła Jezusa Chrystusa Świętych Dni Ostatnich.

## Dyskografia
źródło:.
- Gladys Knight (1979)
- Many Different Roads (1998)
- At Last (2000)
- Midnight Train (2001)
- Christmas Celebrations (2002)
- The Best Thing That Ever Happened to Me (2003)